# Buđenje (sastav)
Buđenje je hrvatski pop rock sastav osnovan 2001. godine u Zagrebu.

## Povijest
Darko Bakić, frontmen sastava te glavni autor glazbe i tekstova, osniva Buđenje 2001. godine uz pomoć i podršku gitarista Parnog valjka, Marijana Brkića Brka, koji Buđenju ustupa svoj tonski studio za snimanje prvog albuma. Producentsku ulogu preuzima Antun Toni Lović, tadašnji gitarist sastava. Buđenje objavljuje prvi zapaženiji single "Istina kao nevina", a nakon njega i duet "Paško" s Đanijem Stipaničevim, s kojim zajedno nastupaju na Dalmatinskoj šansoni u Šibeniku i osvajaju nagradu za najbolju interpretaciju. U suradnji s izdavačkom kućom Orfej, 2002. godine Buđenje objavljuje prvi album Lipo vrime, a sa singlom "Sad bi riči bira" nastupaju na Hrvatskom radijskom festivalu. 2003. godine, izdavačka kuća Scardona objavljuje reizdanje albuma Lipo vrime, koje uključuje singl "Zašto". 2005. godine objavljen je drugi studijski album Kosti i tilo, koji uključuje singl "Oprostija bi sve", duet s Tonyjem Cetinskim, koji je dosegao prvo mjesto na nacionalnoj top ljestvici i upoznao Buđenje sa širom publikom. Iste godine, Buđenje gostuje na regionalnoj turneji Tonyja Cetinskog. 
Nadolazećih godina događaju se izmjene u sastavu, a Buđenje započinje razdoblje velike koncertne aktivnosti. Toni Lović pridružuje se Zabranjenom pušenju, a Buđenju se pridružuje producent, pjevač i klavijaturist Igor Ivanović. 2008. godine Buđenje objavljuje treći studijski album Nije nesreća u suradnji s izdavačkom kućom Aquarius Records. Svoj izvođački i autorski doprinos albumu daju i priznati hrvatski glazbenici, među kojima su Husein Hasanefendić Hus, Marijan Brkić Brk, Mario Huljev i Lea Mijatović. Od 2012. godine, Buđenje surađuje s izdavačkom kućom Croatia Records, te obavljuje niz uspješnih singlova, koje slijedi i album Ljubav nema pravila. I ovom su albumu svoj doprinos dali renomirani hrvatski izvođači, među kojima se vokalnim suradnjama ističu Vanna i Neno Belan. Krajem 2016. godine Buđenje objavljuje svoj prvi live album Live at Kerempuh u CD i DVD izdanju. Početkom 2017. godine grupa započinje rad na novom albumu, počevši s prvim najavnim singlom "Samo ti, samo ja", za koji su dobili nagradu Grupa godine Hrvatske diskografske udruge. Na ljeto 2017. godine grupa Buđenje nastupila je u pulskoj Areni kao predgrupa engleskom glazbeniku Stingu na njegovoj turneji 57th & 9th. Krajem 2018. godine Buđenje objavljuje svoj šesti album Samo ti, samo ja. Godine 2022. sastav objavljuje studijski album dueta Brudet: Velike ribe u pjesmama, koji uz tri nove pjesme sadrži nove verzije ranije objavljenih pjesama.

## Članovi
- Darko Bakić - vokal, gitara
- Vedran Baotić - gitara
- Igor Ivanović - klavijature
- Josip Radić - bas
- Marko Duvnjak - bubnjevi

## Diskografija

### Albumi
- Lipo vrime (Orfej, 2002.)
- Lipo vrime (reizdanje) (Scardona, 2003.)
- Kosti i tilo (Scardona, 2005.)
- Nije nesreća (Aquarius Records, 2008.)
- Ljubav nema pravila (Croatia Records, 2015.)
- Live at Kerempuh (Croatia Records, 2016.)
- Samo ti, samo ja (Croatia Records, 2018.)
- Brudet: Velike ribe u pjesmama (Croatia Records, 2022.)

### Singlovi
- "Istina kao nevina" (2001.)
- "Paško" feat. Đani Stipaničev (2001.)
- "Sad bi riči bira" (2002.)
- "Zašto" (2003.)
- "Vatra ljubavi" (2003.)
- "Da ljubav ova ne prestane" (2003.)
- "Sad bi sve ponovija" (2003.)
- "Kosti i tilo" (2004.)
- "Nekako mi dođe" (2005.)
- "Oprostija bi sve" feat. Tony Cetinski (2005.)
- "Sve da hoću" (2006.)
- "Nisi loša" (2007.)
- "Nije nesreća" feat. Marijan Brkić B.R.K. (2008.)
- "Pusti" feat. Mario Huljev (2009.)
- "Bez obzira na sve" feat. Lea Mijatović (2009.)
- "Sad bi riči bira (live)" (2009.)
- "Oprostija bi sve (live)" (2011.)
- "Krug života" (2011.)
- "Nema straha za nas" (2012.)
- "Ljubav nema pravila" (2013.)
- "Ispod tvog kaputa" (2013.)
- "Ne govori više" (2014.)
- "Nije to ljubav" (2014.)
- "Nije to ljubav (acoustic) feat. Quartet Prelude" (2015.)
- "Sve da hoću feat. Neno Belan" (2015.)
- "Nećemo se lagati feat. Tomo in der Mühlen" (2015.)
- "Zajedno feat. Vanna" (2016.)
- "Pusti feat. Marijan Brkić Brk (Live at Kerempuh)" (2016.)
- "Nije to ljubav feat. Pavel (Live at Kerempuh)" (2016.)
- "Samo ti, samo ja" (2017.)
- "Budi moja" (2017.)
- "Misliš da sam blesav" (2018.)
- "Bolje ne, ne, ne" (2018.)
- "Nisi neko zlato" (2019.)
- "Između riffa dva" (2019.)
- "Samo ti, samo ja (Live at Boogaloo)" (2019.)
- "Ne možeš ti" (2019.)
- "Ronim na dah" (2020.)
- "Svađa" feat. Zorica Kondža (2020.)
- "Selfie" (2021.)
- "Veza nam je spora" feat. Reper iz sobe (2021.)
- "Nema straha za nas" feat. Igor Ivanović (2022.)
- "Nema pravog razloga" feat. Daria Hodnik (2022.)
- "Zaključaj srce" feat. Tonka (2022.)

## Vanjske poveznice
- Biografija  Arhivirana inačica izvorne stranice od 31. svibnja 2013. (Wayback Machine)